# Helatoba-Tarutung
Helatoba-Tarutung je geotermální pole na severu indonéského ostrova Sumatra, jižně od jezera Toba. Pole je tvořené vícero fumarolami a termálními prameny se zvýšeným obsahem sirných sloučenina. Rozprostírá se v délce 40 km podél místního zlomu.